# Jules Repond
Jules Maxime Repond (* 11. Juni 1853 in Freiburg; † 11. Mai 1933 in Rom; heimatberechtigt in Villarvolard) war von 1910 bis 1921 der 24. Kommandant der Päpstlichen Schweizergarde (Praefectus Helveticae Custodiae et Corporis Domini Nostri Papae).

## Leben

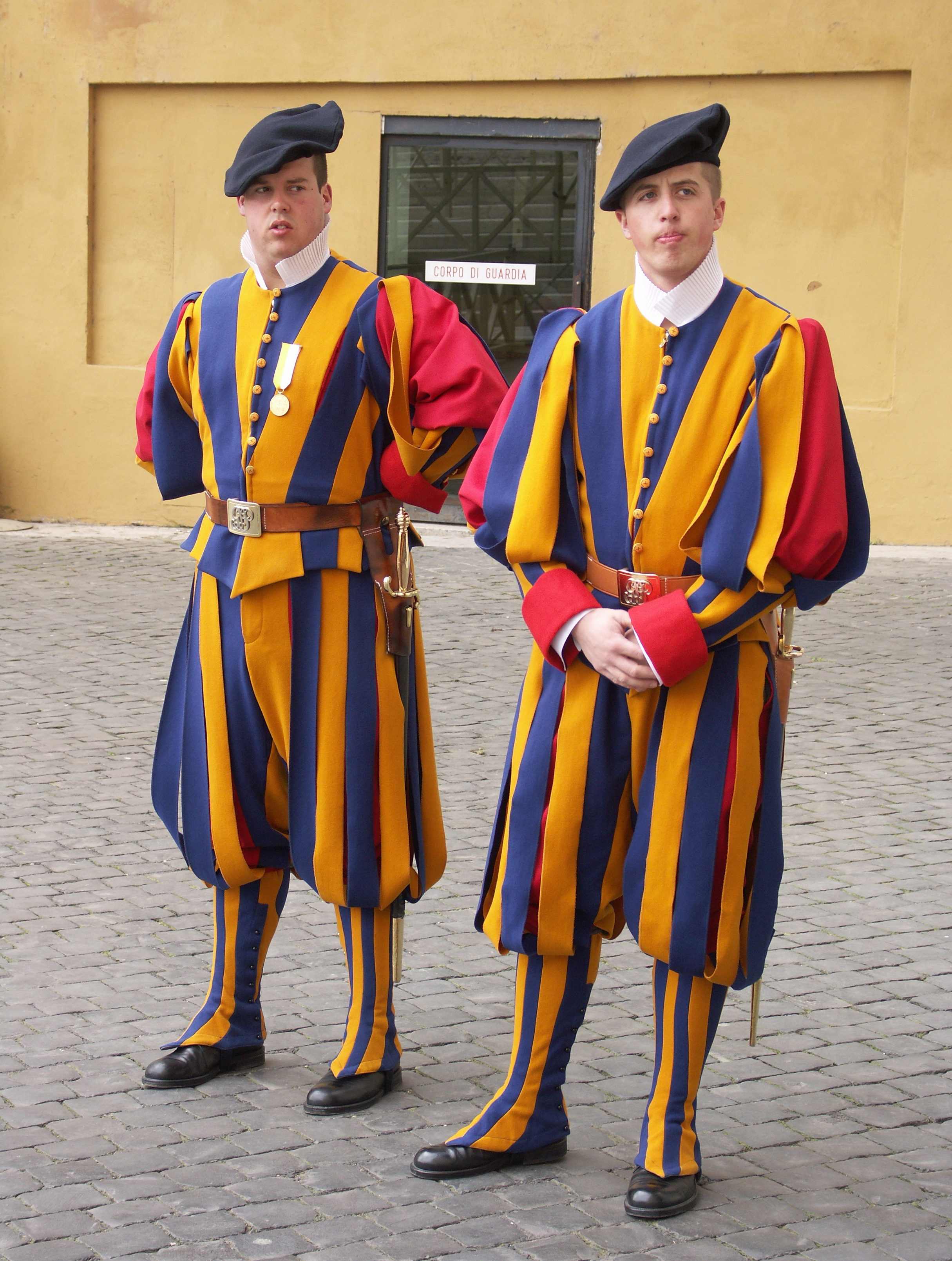
Zwei Schweizergardisten in der von Repond eingeführten Uniform

Jules Repond wurde als Sohn des Grossrats und Verwaltungsratspräsidenten der Amortisationskasse, Elie Jean Joseph Repond, und der Augustine Sprenger geboren. Er war der Bruder des Paul Repond und mit Mathilde Marie Constance Freiin von Flotow verheiratet.
Repond war Professor an der Rechtsschule in Freiburg. Von 1882 bis 1886 war er liberal-konservativer Freiburger Grossrat. Er war zudem als Schriftsteller sowie Redaktor des Bien public und Korrespondent verschiedener Zeitungen, unter anderem der Gazette de Lausanne, tätig. 1905 kaufte er das Schloss Chenaleyres in der Nähe von Autafond.
Im Jahr 1902 wurde Repond zum Oberstbrigadier. Von 1910 bis 1921 stellte er als Kommandant der Päpstlichen Schweizergarde in Rom deren Disziplin wieder her und erneuerte deren Uniform mit Rückgriff auf jene der Renaissance. Er wurde zum Komtur des Päpstlichen Gregorius- und Pius-Ordens ernannt.